# デキスター・ジャクソン

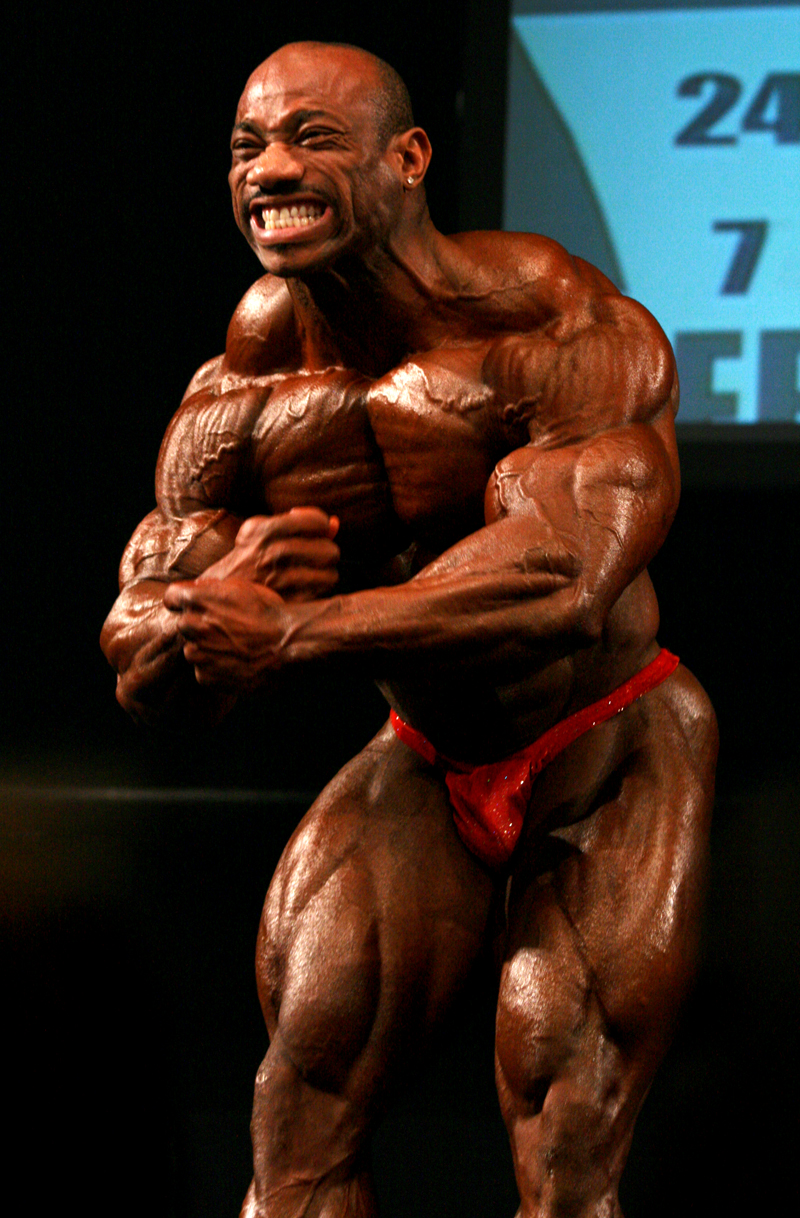
2008年オーストラリアプロGPX

デキスター・ジャクソン（Dexter Jackson, 1969年11月25日 - ）は、アメリカ合衆国のボディービルダー。IFBB公認のプロボディービルダーである。
アメリカ合衆国フロリダ州ジャクソンビルに在住。近年のボディービル界では巨大な筋量重視の選手が多い中、プロポーション重視型の選手の代表例として語られることが多い。

## 特徴
他のボディービルダーと比較し、美しいプロポーションとシンメトリー（筋肉の左右対称性）、セパレーションの深さなどが特徴。ただし、欠点として小柄で筋量の少なさがある。167cmと小柄であり、昨今主流のモンスター級の筋量を持つボディービルダーと比べると迫力で見劣りする部分は否めず、コンテストでは、その体の美しさの割に低い評価も多かった。
2004年のミスター・オリンピアでは、新たに導入されたチャレンジラウンドでポイントを稼げず4位。しかし、2005年のアーノルドクラシックにおいて優勝候補筆頭のクリス・カミアーを破って初優勝。翌2006年の同大会でも連続優勝した。2005年のミスター・オリンピアには欠場。2008年の大会でも見事優勝している。

## 近年の戦歴
| 2015 Mr.Olympia                   | 2nd |
| 2008 Mr.Olympia                   | 1st |
| 2008 Arnold Classic               | 1st |
| 2007 Mr.Olympia                   | 3rd |
| 2007 Arnold Classic               | 2nd |
| 2006 Arnold Classic               | 1st |
| 2005 Arnold Classic               | 1st |
| 2004 Mr.Olympia                   | 4th |
| 2004 Australian Grand Prix        | 1st |
| 2004 San Fransisco Pro Grand Prix | 1st |
| 2004 Arnold Classic               | 4th |
| 2004 Ironman Pro Invitational     | 1st |
| 2003 GNC Show of Strength         | 1st |
| 2003 Mr.Olympia                   | 3rd |
| 2003 Maximus Italy                | 3rd |
| 2003 San Fransisco Pro            | 3rd |
| 2003 Arnold Classic               | 4th |
| 2002 GNC Show of Strength         | 6th |
| 2002 British Grand Prix           | 1st |